# DJ Hurricane
DJ Hurricane, pseudonimo di Wendell Fite (New York, 12 gennaio 1965), è un musicista, produttore discografico e rapper statunitense.
È conosciuto soprattutto per la sua lunga collaborazione con il gruppo hip hop dei Beastie Boys, durata dal 1988 al 1998, anno in cui è stato sostituito definitivamente da Mix Master Mike.
Negli ultimi anni ha realizzato tre album da solista, avvalendosi della collaborazione di varie personalità del mondo hip hop statunitense
Messosi in luce come rapper molto presto, già all'età di undici anni, Wendell cominciò subito ad esercitarsi ai piatti. Dopo una breve collaborazione con i Run DMC, alla fine degli anni ottanta conobbe i Beastie Boys, allora alla ricerca di un nuovo deejay. Nacque così un lungo periodo di collaborazione, alla cui fine Fite decise di intraprendere una carriera solista, inframezzata comunque dall'ingresso come dj in due gruppi, "Solo Sounds" ed "Afros".

## Discografia
- 1995 – The Hurra
- 1997 – Severe Damage
- 2000 – Don't Sleep